# 马吉翔
马吉翔（1621年—1661年8月13日），字建明，顺天府文安县人。南明政治人物。

## 生平
武进士出身，历官至广东都指挥使。弘光元年（1645年），因事罢官。唐王朱聿鍵立于福建，马吉翔拥戴，助其平定靖江王朱亨嘉，擢升锦衣卫都督佥事。永曆朝任兵部尚書，鎮守肇慶，與宦官王坤、庞天寿及總兵官刘承胤等人關係密切，肇庆被清軍攻佔後來到昆明依附孙可望，被晋王李定国拘捕。馬吉翔討好李定國心腹，於是被李定國信任。孙可望引清兵及洪承畴、吴三桂等入滇黔，滇都不守，勸說永曆帝及李定國弃巴蜀而迁朝廷于滇西。后又與永曆帝前往緬甸，咒水之難時被殺。